# Chironomus neofulvus
Chironomus neofulvus är en tvåvingeart som beskrevs av Rempel 1939. Chironomus neofulvus ingår i släktet Chironomus och familjen fjädermyggor. Inga underarter finns listade i Catalogue of Life.